# Bojan Kambič
Bojan Kambič [bójan kámbič], slovenski fizik, astronom, profesor in popularizator znanosti, * 1959.
Kambič je ustanovitelj in urednik prve slovenske astronomske revije Spika, ki redno izhaja od leta 1993. Spika je pomembno vplivala na slovensko astronomsko javnost, sprožila številne astronomske dejavnosti in temeljito spremenila podobo slovenske astronomije.
Astronomi z Astronomskega observatorija Črni Vrh so Bojanu Kambiču namenili veliko čast in njegovo ime predlagali za poimenovanje asteroida 1999 TZ11, ki so ga odkrili 8. oktobra 1999. 18. septembra 2005 je Središče za male planete (Minor Planet Center – MPC) v svoji obkrožnici 54828 objavil potrditev poimenovanja 66667 Kambič.